# Championnat de Zambie de football 2003
Navigation
Saison précédente Saison suivante
La saison 2003 du Championnat de Zambie de football est la quarante-deuxième édition de la première division en Zambie. Les seize meilleures équipes du pays sont regroupées au sein d'une poule unique où elles s'affrontent deux fois, à domicile et à l'extérieur. En fin de saison, les quatre derniers du classement sont relégués et remplacés par les deux premiers de chacune des deux groupes géographiques de Zambian Second Division, la deuxième division zambienne.
C'est le Zanaco FC, tenant du titre, qui remporte à nouveau le championnat cette saison après avoir terminé en tête du classement, avec dix points d'avance sur le Green Buffaloes FC et douze sur les Kabwe Warriors FC. C'est le deuxième titre de champion de Zambie de l'histoire du club, qui réussit même le doublé en s'imposant en finale de la Coupe de Zambie face au Power Dynamos.
La réorganisation des compétitions continentales par la CAF (nouvelle formule de la Ligue des champions, fusion de la Coupe de la CAF et de la Coupe des Coupes pour créer la Coupe de la confédération) a modifié le système de qualification pour ces compétitions. Désormais, si le champion est toujours qualifié pour la Ligue des champions, le deuxième du championnat et le vainqueur de la Coupe nationale obtiennent leur billet pour la nouvelle Coupe de la confédération.

## Les clubs participants
| - Nkana FC - Power Dynamos FC - National Assembly FC - Promu de Second Division - Kitwe United FC - Green Buffaloes FC - Nchanga Rovers FC - Konkola Blades FC - Prisons Leopards FC - Promu de Second Division | - Red Arrows FC - Zanaco FC - Roan United FC - Promu de Second Division - Chambishi Blackburn FC - Promu de Second Division - Nkwazi FC - City of Lusaka FC - Kabwe Warriors FC - Lusaka Dynamos FC |

## Compétition
Le barème de points servant à établir les classements se décompose ainsi :
- Victoire : 3 points
- Match nul : 1 point
- Défaite : 0 point

### Classement
| Rang | Équipe                  | Pts | J  | G  | N  | P  | Bp | Bc | Diff |
| ---- | ----------------------- | --- | -- | -- | -- | -- | -- | -- | ---- |
| 1    | Zanaco FCT              | 69  | 30 | 21 | 6  | 3  | 57 | 23 | +34  |
| 2    | Green Buffaloes FC      | 59  | 30 | 17 | 8  | 5  | 48 | 28 | +20  |
| 3    | Kabwe Warriors FC       | 57  | 30 | 16 | 9  | 5  | 45 | 27 | +18  |
| 4    | Power Dynamos FCC       | 54  | 30 | 16 | 6  | 8  | 47 | 27 | +20  |
| 5    | Nchanga Rovers FC       | 50  | 30 | 14 | 8  | 8  | 38 | 30 | +8   |
| 6    | Kitwe United FC         | 48  | 30 | 12 | 12 | 6  | 30 | 23 | +7   |
| 7    | Nkana FC                | 40  | 30 | 11 | 7  | 12 | 30 | 32 | -2   |
| 8    | Red Arrows FC           | 38  | 30 | 9  | 11 | 10 | 29 | 29 | 0    |
| 9    | Chambishi Blackburn FCP | 34  | 30 | 9  | 7  | 14 | 23 | 31 | -8   |
| 10   | Konkola Blades FC       | 33  | 30 | 8  | 9  | 13 | 24 | 28 | -4   |
| 11   | Nkwazi FC               | 33  | 30 | 8  | 9  | 13 | 32 | 43 | -11  |
| 12   | National Assembly FCP   | 32  | 30 | 6  | 14 | 10 | 19 | 28 | -9   |
| 13   | Lusaka Dynamos FC       | 31  | 30 | 8  | 7  | 15 | 26 | 32 | -6   |
| 14   | City of Lusaka FC       | 31  | 30 | 9  | 4  | 17 | 23 | 42 | -19  |
| 15   | Prisons Leopards FCP    | 27  | 30 | 7  | 6  | 17 | 33 | 49 | -16  |
| 16   | Roan United FCP         | 19  | 30 | 4  | 7  | 19 | 29 | 61 | -32  |

|  | Qualification pour la Ligue des champions de la CAF 2004                             |
|  | Qualification pour la Coupe de la confédération 2004                                 |
|  | Relégation directe en Second Division                                                |
|  | T : Tenant du titre C : Vainqueur de la Coupe de Zambie P : Promu de Second Division |

## Bilan de la saison
| Championnat de Zambie de football 2003 |                      |
| Champion                               | Zanaco FC (2e titre) |
| Coupes et trophées                     |                      |
| Vainqueur de la Coupe de Zambie 2003   | Power Dynamos FC     |
| Qualifications continentales           |                      |
| Ligue des champions de la CAF 2004     | Zanaco FC            |
| Coupe de la confédération 2004         | Green Buffaloes FC   |
| Promotions et relégations              |                      |
| Promus en Premier League               | ZESCO United FC      |
| Promus en Premier League               | Forest Rangers FC    |
| Promus en Premier League               | Lusaka Celtics FC    |
| Promus en Premier League               | Young Arrows FC      |
| Relégués en Second Division            | Lusaka Dynamos FC    |
| Relégués en Second Division            | City of Lusaka FC    |
| Relégués en Second Division            | Prisons Leopards FC  |
| Relégués en Second Division            | Roan United FC       |